# William George Horner
William George Horner (Bristol, 1786 – Bath, 22 september 1837) was een Brits wiskundige.
Hij is vooral bekend om zijn algoritme van Horner, een methode om algebraïsche vergelijkingen op te lossen die gebruikt wordt in de numerieke wiskunde.  Enkele jaren voordien had de Italiaan Ruffini al een vergelijkbare methode beschreven.  Dat de naam van Horner toch bekend gebleven is, is vooral te danken aan De Morgan, die in tal van publicaties Horners naam aan deze methode gaf.
Horner studeerde aan de Kingswood School in Bristol. Op zijn veertiende was hij hier al assisent-directeur en in 1804, op zijn achttiende, werd hij zelfs directeur. Daarna vertrok hij uit Bristol en stichtte in 1809 een eigen school in Bath. Hij publiceerde zijn schema in de Philosophical Transactions of the Royal Society in 1819. Horner is ook de uitvinder van de zoötroop, door hem een 'daedalum' of 'daedatelum' genoemd.